# James C. Wahleithner

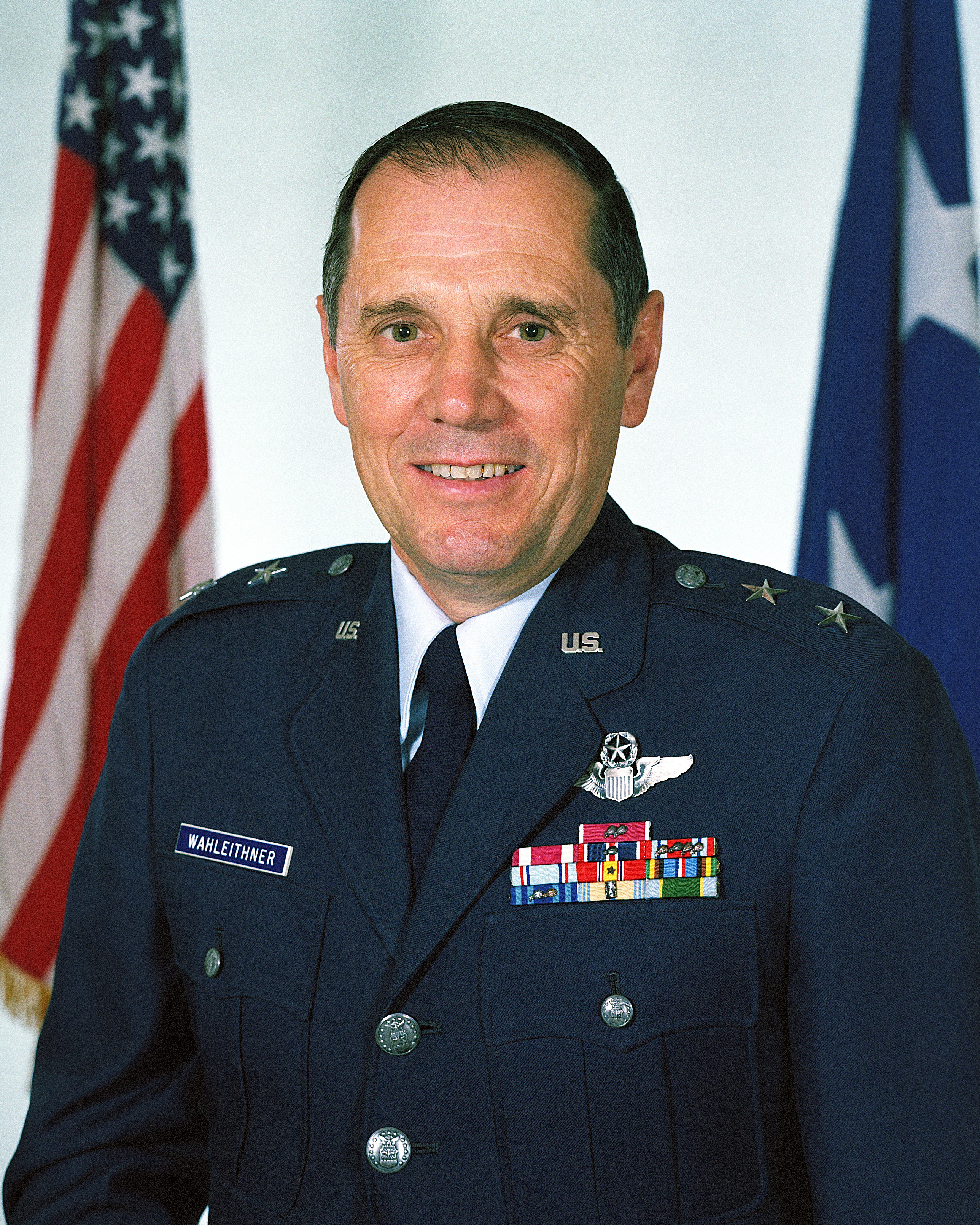
James C. Wahleithner

James Clarence Wahleithner (* 29. Januar 1933 in Langlade, Langlade County, Wisconsin; † 23. Juli 2002 in Orangevale, Sacramento County, Kalifornien) war ein Generalmajor der United States Air Force. Er war unter anderem Kommandeur der 4. und der 10. Luftflotte.
James Wahleithner gelangte in seinen jungen Jahren in das Offizierskorps der Luftwaffe, in dem er im Lauf der Jahre bis zum Zwei-Sterne-General aufstieg. Einzelheiten hierüber sind in den spärlichen Quellen nicht vermerkt. Er erhielt eine Ausbildung zum Kampfpiloten und war sowohl im Koreakrieg als auch im Vietnamkrieg eingesetzt. Zwischenzeitlich gehörte er der Reserve der Air Force an.
Er kommandierte für einige Zeit das 349. Transportgeschwader (349th Air Mobility Wing) und zwischen 1981 und 1983 war er Stabsoffizier im Hauptquartier der Air Force. Dort gehörte er als Deputy to the Chief Air Force Reserve der für Reserveangelegenheiten zuständigen Abteilung an. In der Folge wurde er zur Bergstrom Air Force Base in Texas versetzt. Im Jahr 1983 wurde er dort stellvertretender Kommandeur der 10. Luftflotte. Am 1. Mai 1984 übernahm er dann das Kommando über diese mit Reserveangelegenheiten befasste Einheit. Dieses Amt behielt er bis zum 4. Mai 1985. Danach erhielt er den Oberbefehl über die 4. Luftflotte, den er bis zum 4. Februar 1990 innehatte.
Der mit Jacqueline Louise Sattler (1935–2022) verheiratete Offizier starb am 23. Juli 2002 und wurde auf dem Sacramento Valley National Cemetery beigesetzt.